# Jelenkor (album)
A Jelenkor című album 1984-ben jelent meg a Favorit kiadásában. A „Fonográf összes nagylemeze” című Hungaroton CD-gyűjteményből kimaradt, de 1999-ben az egykor betiltott borítóval végül CD-n is kiadták.
Az album 1984-es eredeti kiadásán a lemezcímke: SLPM 17866 Stereo. A nagylemez tasakja  fehér színű, zöld kerettel.

## Az album dalai
A oldal
1. Tiltott forrás (Tolcsvay László – Bródy János) 5′48″
2. A show folytatódik  (Tolcsvay László – Bródy János) 5′28″
3. Három az igazság (Tolcsvay László – Bródy János) 4′27″
4. Vihar előtt (Móricz Mihály – Bródy János) 5′51″

B oldal
1. Visszatérés (Móricz Mihály – Bródy János) 4′04″
2. Várj még (Szörényi Levente – Bródy János) 5′28″
3. A bengázer (Tolcsvay László – Bródy János) 6′35″
4. A jelenkor ítélete (Szörényi Levente – Bródy János) 4′30″
5. Olvadás (Tolcsvay László – Bródy János) 4′48″ (Csak a CD-n, a nagylemezen nem jelenhetett meg.[1])

## A zenekar tagjai
- Bródy János – gitár, pedal steel gitár
- Móricz Mihály – gitár, ének
- Németh Oszkár – dobok, ütőhangszerek
- Szörényi Levente – gitár, ének
- Szörényi Szabolcs – basszusgitár, ének
- Tolcsvay László – ének, billentyűs hangszerek, gitár

### Közreműködnek
- Dés László – szaxofon
- Szakály László – vocoder